# São Valentim do Sul

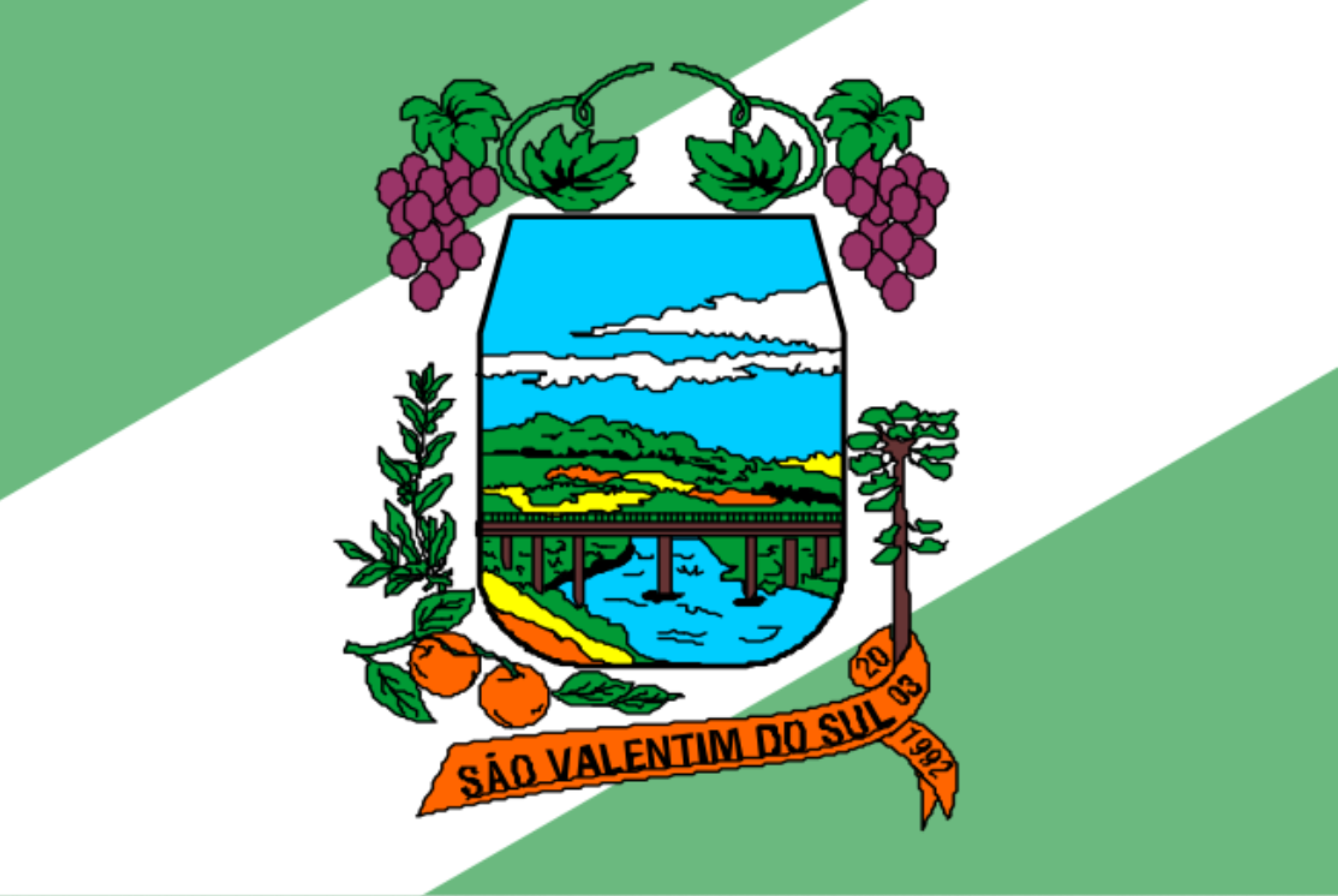
Bandera de San Valentín del Sur.

São Valentim do Sul es un municipio brasileño del estado de Rio Grande do Sul.
Se encuentra ubicado a una latitud de 29º02'49" Sur y una longitud de 51º45'54" Oeste, estando a una altitud de 550 metros sobre el nivel del mar. Su población estimada para el año 2004 era de 2009 habitantes.
Ocupa una superficie de 96,434 km².
- Datos: Q1757583
- Multimedia: São Valentim do Sul / Q1757583